# Attila József

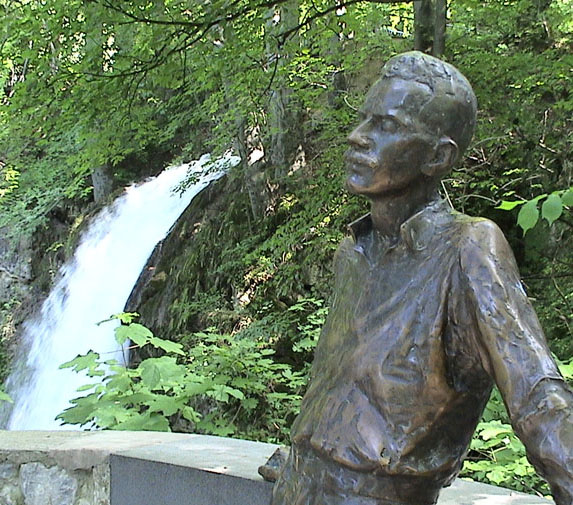
Statuia lui József Attila la Lillafüred

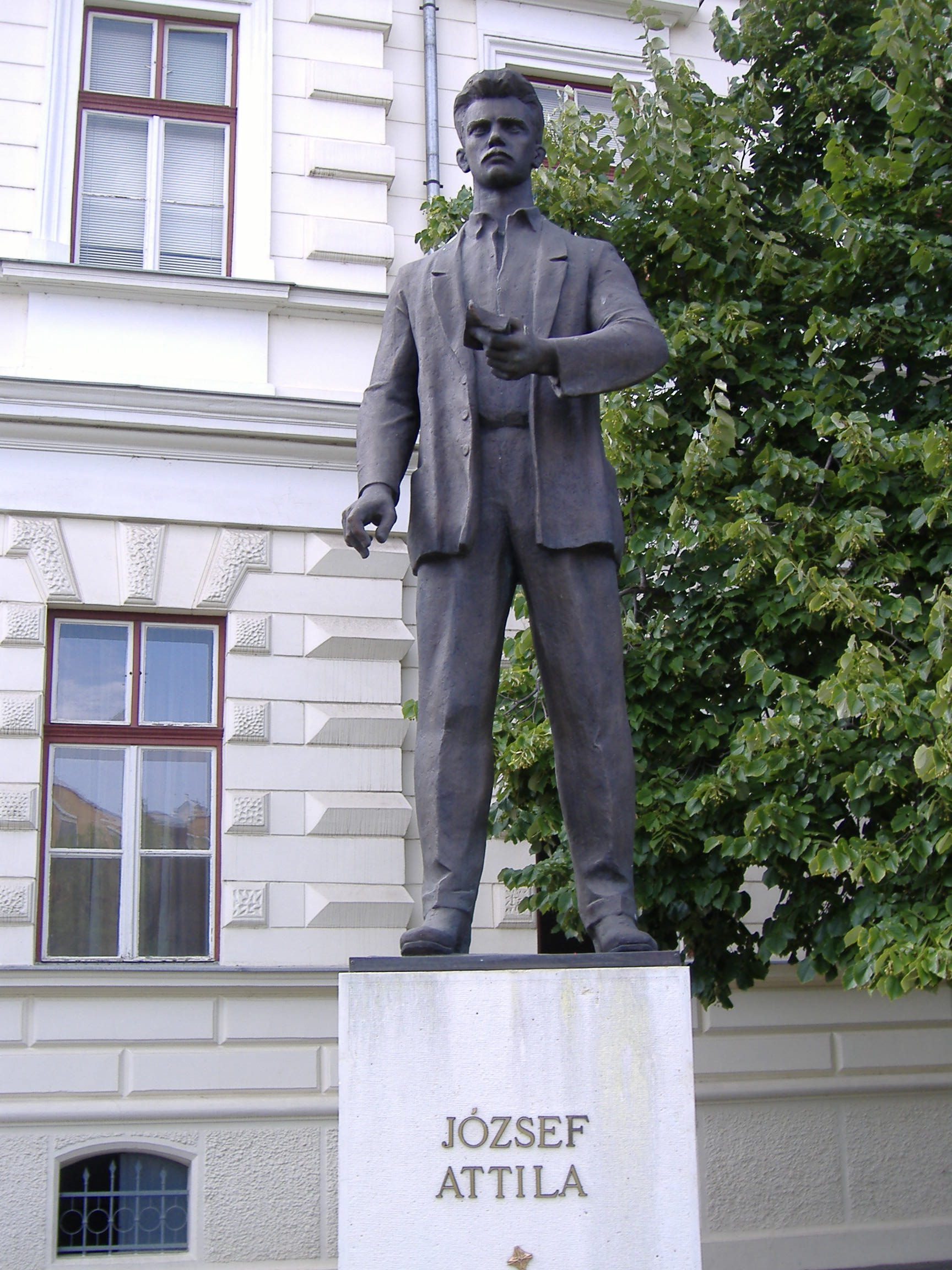
Statuia lui József Attila la Makó

Attila József (n. 11 aprilie 1905, Budapesta, Austro-Ungaria – d. 3 decembrie 1937, Balatonszárszó, Districtul Siófok, județul Somogy, Ungaria) a fost un poet maghiar cu tată român, unul din cei mai însemnați poeți maghiari din secolul al XX-lea. Lirica sa tratează condiția orfanului și intemperiile dragostei. Scriitorul a descris viața mizeră și plină de privațiuni a proletariatului. Valoarea poeziei sale s-a bucurat de recunoaștere mai ales după sfârșitul tragic al poetului.

## Familia și copilăria
Attila Jozsef s-a născut la 11 aprilie 1905 la Budapesta, în strada Gát numărul 3 din cartierul muncitoresc Ferencváros (aproximativ, actualul sector al VIII-lea), ca al șaselea copil din familie. Trei frați au decedat înaintea nașterii sale.
Tatăl său, Aron Iosif sau, Áron József (grafiat uneori Aron Iosip) (1871-1937) era un muncitor de origine română din satul Firiteaz din zona Aradului, iar mama sa, Borbála Pőcze (1875-1919), a fost fiica unor țărani maghiari din localitatea Szabadszállás din comitatul Kiskun (Cumania Mică), care lucra la Budapesta ca spălătoreasă. Attila a avut două surori: Etta sau Ethel și Jolán.
Tatăl a părăsit familia când băiatul avea trei ani. După unele zvonuri emigrase în America, dar în cele din urmă s-a găsit că revenise în Transilvania și a rămas acolo după unirea cu Regatul Român. El s-a recăsătorit și a murit la Timișoara. Din cauza originii tatălui, Attila József a fost înregistrat în registrul stării civile ca fiind de confesiune creștin-ortodoxă. Această identitate a contribuit și ea, se pare, alături de circumstanțele abandonării de către tatăl său, la sentimentul de înstrăinare pe care poetul l-a avut adesea pe parcursul vieții. Attila József a menționat uneori cu ironie subiectul apartenenței sale religioase așa zis „orientale”. 
Când mama sa s-a îmbolnăvit și nu a mai avut puterea de a-și întreține familia, la vârsta de 6 ani băiatul a fost predat spre îngrijire unei perechi de săteni din comuna Öcsöd din zona Észak-Alföld la sud-est de Budapesta. Copilul nu a beneficiat prea mult de acest aranjament, dimpotrivă. Stăpânii casei l-au supus la umilințe, schimbându-i și numele din Attila, nume glorios care li se părea nepotrivit, în comunul Pista (citit Pișta, diminutiv de la István, Ștefan în maghiară) și l-au exploatat în atelierul familial și la păscutul porcilor. Până la urmă micul Attila a fugit la mama sa, la Budapesta. În anul 1914, la numai 9 ani, după o ceartă cu sora lui cea mare, Jolán, a încercat pentru prima oară să-și pună capăt vieții, prin înghițirea a ceea ce a crezut că era sodă caustică, dar din fericire, s-a dovedit a fi doar amidon.

## Adolescența și începuturile literare

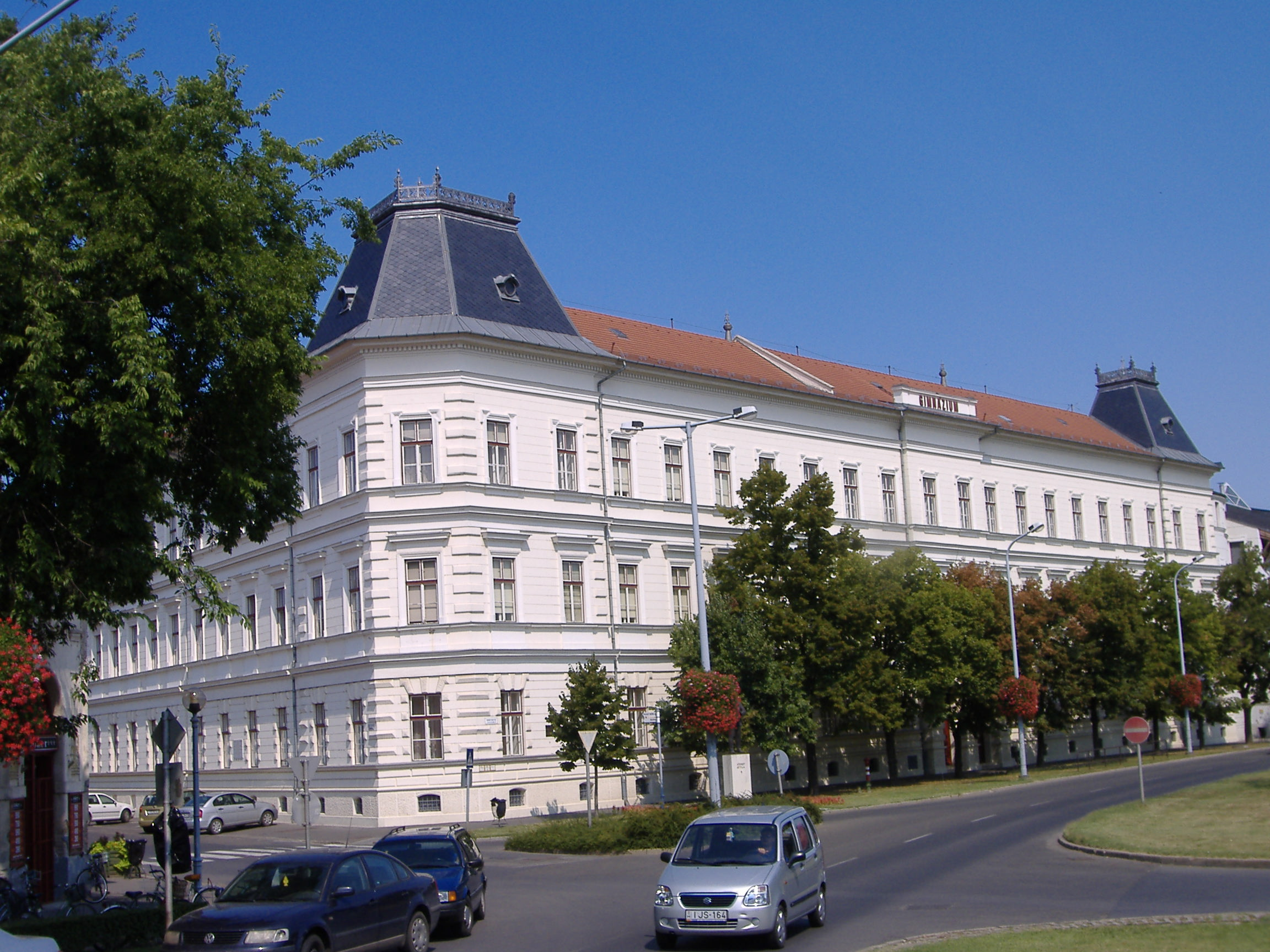
Gimnaziul din Makó, unde a învățat Attila József, și care astăzi îi poartă numele

La vârsta de 13 ani fundația de caritate Regele Carol l-a trimis într-o vacanță de vară de câteva săptămâni în stațiunea balneară Abbazia, azi Opatija, în Croația. Acolo și-a găsit timp să scrie și unele versuri. În 1919 a mers în vizită la sora cea mare, Jolán, care se măritase, și la rudele mamei sale în Szabadszálló. În decembrie 1919, la 14 ani, în vreme ce se afla departe de casă, a primit cutremurat vestea tristă a decesului mamei sale, ca urmare a unei boli canceroase. Toată viața Attila József s-a simțit afectat de această pierdere grea. Rămași orfani, Attila și sora lui mai mică, Eta, s-au mutat la sora lor Jolán, al cărei soț, avocatul dr. Ödön Makai, le-a devenit tutore și s-a îngrijit de continuarea școlarizării lor.
La încheierea școlii elementare copiii au plecat la un internat în localitatea Makó, la granița cu România și cu Serbia, la circa 200 km sud de Budapesta. Ei au învățat între anii 1920-1923 la gimnaziul (liceul) local. Acolo s-a dedicat Attila József cu intensitate scrisului de versuri, unele fiind consacrate primei lui iubiri, Márta Gebe, fiica directorului gimnaziului.
În autobiografia sa, poetul a notat: Eram considerat un copil minune, deși de fapt nu eram nimic altceva decât un orfan. În anul 1922, la 17 ani, tânărul îl cunoscu pe mecenatul și poetul Gyula Juhász (1883 - 1937) care fu deosebit de impresionat de talentul său. El i-a finanțat publicarea primului său volum de versuri Szépség koldusa (Cerșetorul de frumusețe), însoțindu-le de un cuvânt înainte. Dar în același an Attila a trecut printr-o criză gravă de melancolie care s-a soldat cu o nouă încercare de sinucidere. Nevoit să părăsească internatul, a plecat la Budapesta pentru a se pregăti singur pentru examenele de bacalaureat. În aceeași perioadă s-a trezit și dat în judecată de procuratura statului, fiind învinuit de „blasfemie față de credință”, din cauza unei poezii intitulate „Hristos răzvrătitul”. 
În 1924 Attila József s-a înscris la Universitatea din Szeged, la facultatea de filologie, unde a început să studieze limba și literatura maghiară și franceză, cu gândul de a deveni profesor. În acea vreme a publicat cel de-al doilea volum de poezii intitulat Nem én kialtok („Nu sunt eu cel ce strigă”). După scurtă vreme a fost exmatriculat de la universitate ca fiind „inapt de a fi educator”, la inițiativa profesorului de lingvistică Antal Horger (1872-1946) care-și ieșise din fire la citirea poeziei rebele, nonconformiste, „Tiszta szívvel” (Cu inima curată) a proaspătului student.
La începutul anilor 1930 Attila József a luat legătura pe preotul ortodox român din Budapesta, Toma Ungureanu, care era și administratorul Fundației Gojdu. József Attila ar fi dorit o bursă din partea acestei fundații, cerere care i-a fost însă respinsă.

## Anii de maturitate, activitatea literară și politică
În cele din urmă, poetul a plecat la studii la Viena, unde a audiat cursuri la Universitate și a făcut cunoștință cu oameni de litere și cultură din exil, ca Lajos Kassák, Andor Németh, Lajos Hatványi, György Lukács, Tibor Déry și Béla Balázs. S-a întreținut din vânzare de ziare și din alte munci necalificate, până ce a beneficiat de ajutorul lui Hatványi, un om de afaceri și de cultură și mecenat, care a decis să-i finanțeze studiile la Sorbona. Ajuns la Paris, Attila József și-a adâncit cunoștințele în poezia franceză, între altele a fost mișcat de versurile lui François Villon și ale lui Guillaume Apollinaire, autori pe care i-a tradus în maghiară. În același timp a fost captivat de lecturi din Hegel, Karl Marx și Lenin și s-a înscris într-o Uniune anarhistă-comunistă. Poeziile sale i-au fost publicate de câteva reviste literare franceze și între timp, și în cercurile literare maghiare creația sa a început să culeagă laude, de pildă, din partea unor critici cunoscuți ca György Lukács și Béla Balázs.

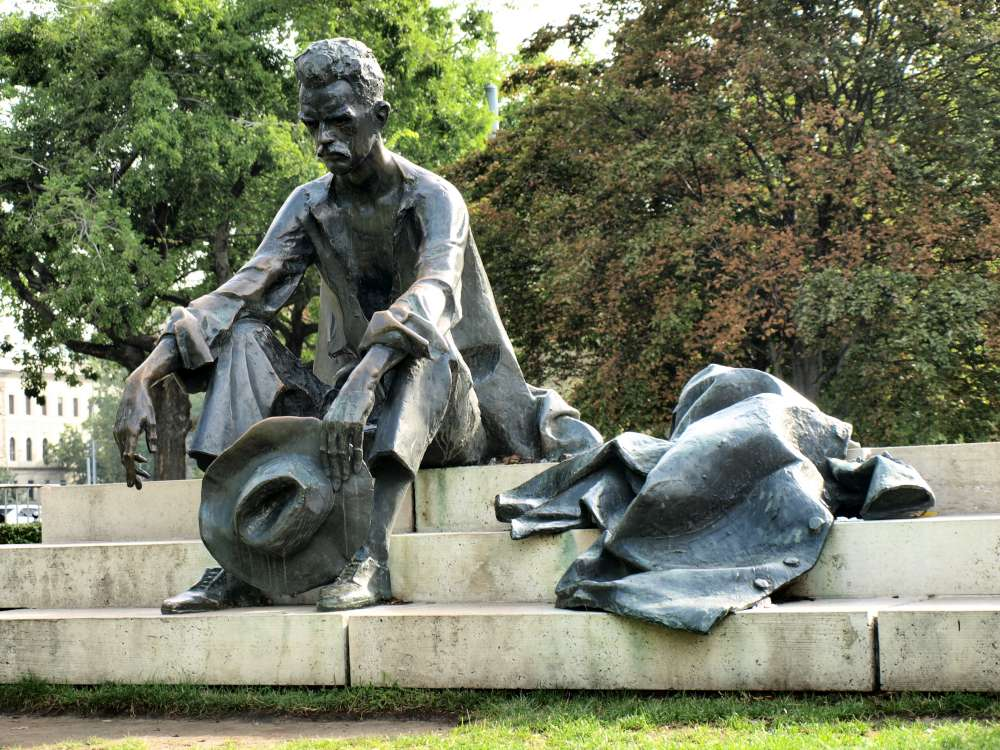
Statuia lui Attila József în parcul din dreapta Parlamentului din Budapesta

În anul 1927 s-a întors la Budapesta și a continuat pentru o vreme și aici să urmeze cursuri la universitate. A creat în această perioadă și relații de prietenie cu scriitorii Gyula Illyés și Dezső Kosztolányi. În anul următor, 1928 Attila József s-a îndrăgostit de Mártha Vágó (1903-1976), numai că obligațiile studiilor și carierei academice a acesteia în domeniul limbii și literaturii engleze i-au îndepărtat unul de altul. Suferințele dragostei i-au atras o nouă criză sufletească din cauza căreia a trebuit, pentru prima oară să se interneze într-un sanatoriu. I s-a stabilit diagnosticul de "neurastenie". 
După ce și-a revenit, scriitorul a încercat să se întrețină numai din munca literară și jurnalistică. A intrat în legătură cu revista și cercul literar „Magyar Föld ” ale lui Miklós Bártha și a colaborat la gazeta naționalistă „Előörs” a lui Endre Bajcsy-Zsilinszky. 
În 1929 a publicat volumul de versuri "Nincsen apám, sem anyám" (N-am nici tată, n-am nici mamă), iar în anul următor volumul "Döntsd a tőkét, ne siránkozz" (Azvârlă capitalul și nu te văicări), care fu confiscat de poliție. În septembrie 1930 a luat parte la o demonstrație muncitorească și s-a decis să adereze la Partidul Comunist, aflat în ilegalitate. A rămas în rândurile lui vreme de patru ani. În acel interval de militantism ideologic a cunoscut o nouă prietenă, Judit Szántó.
În anul 1931 a mai dat la lumină un volum de versuri „Külvárosi éj” (Noapte de periferie). Angajamentul politic nu i-a făcut viața ușoară. Ziarul comunist Valóság (Realitatea) pe care l-a redactat, a fost închis de autorități. Apoi în anul 1932, când niște militanți comuniști, Imre Sállai și Sándor Fürst, au fost judecați și acuzați fără vină pentru explozia criminală de la 13 septembrie 1931 de pe podul Biatorbágy, Attila József, împreună cu Gyula Illyés și cu Lajos Szimonidesz au publicat un pamflet în care au înfierat procesul și sentința de condamnare la moarte pronunțată. În urma acestui fapt precum și a publicării de către József a poemului de protest „Lebukott”, poliția a descins pentru percheziție în locuința poetului.
În cele din urmă, însă, József a fost dezamăgit de orientarea Partidului Comunist care se opunea în acel moment creării unui front antifascist comun cu forțele democratice. A fost exclus din partid în împrejurări rămase neclare, în 1934. Și-a sporit atunci interesul în teoria psihanalitică și a scris un șir de poezii pe care le-a reunit în culegerea intitulată "Eszmélet" (Conștiență)

## Ultimii ani
Attila József a început în anii 1930 să sufere tot mai des de crize depresive și a apelat la tratamente psihiatrice care în acele timpuri erau în majoritatea lor terapii psihanalitice. Începând din anul 1930, vreme de doi ani, a fost analizat de psihanalistul dr. Sámuel Rapaport, de care a devenit atât de dependent încât îi era greu să suporte orice întrerupere scurtă a tratamentului. În acea perioadă a reușit să desăvârșească și să publice un nou volum de versuri intitulat „Dansul ursului” - „Medvetánc”. 
Anul 1933 a fost marcat de o nouă dragoste, pentru Mártha Márton, o specialistă în istoria artei. Inspirat de ea a scris poema de dragoste „Óda” (Odă), scenele de gelozie ale vechii sale iubite Judit l-au făcut însă să facă o nouă încercare de a-și curma viața. 
După doi ani, în 1935 a trecut în cura unei psihanaliste, Edith Gyömröi. Relația terapeutică se complică atunci când poetul se îndrăgosti de aceasta într-o așa măsură că, într-un acces de deznădejde nebunească, a încercat s-o omoare. Terapeuta era convinsă că e vorba de un caz de schizofrenie. Și totuși, retroactiv privind, diagnosticul acesta pare îndoielnic, mai verosimilă fiind patologia afectivă depresivă. Dezamăgirile în dragoste, marginalizarea și disprețul de care se lovea acum din partea criticilor literari, mai ales dupa ce îl supărase prin atacurile sale în presă pe Mihály Babits, care era teoreticianul dătător de ton în lumea literară maghiară contemporană, de asemenea apăsarea lipsurilor materiale, au reprezentat tot atâtea stresuri care au contribuit la agravarea sănătății psihice a scriitorului.
O anumită ameliorare s-a simțit în anii 1935-1936 când a fost numit redactor la revista Szép Szó ("Cuvânt frumos"), prima slujbă permanentă obținută de József în viața sa adultă. Revista era finanțată de baronul Bertalan Hatványi, din aceeași familie evreiască asimilată din care făcea parte mecenatul care îl ajutase mai demult să studieze în străinătate. În 1937, în sfârșit, i s-a decernat un premiu literar, premiul Baumgarten. Dar insuccesul poeziilor din volumul „Nagyon fáj” (Rău mă doare) din care s-au vândut doar foarte puține exemplare, i-a amărât inima. Pe deasupra, o nouă iubită i-a cucerit de data aceasta sufletul - o învățătoare tânără predând pentru handicapați , Flora Kozmutza, devenită mai târziu soția scriitorului Gyula Illyés. O nouă criză de depresie l-a silit să se interneze din nou într-un sanatoriu. 
Attila József a murit la 3 decembrie 1937 la Balatonszárszó unde a locuit în ultima vreme la sora sa Jolán și la cumnatul său. A fost călcat sub roțile unui tren de marfă, ca trenurile care apar deseori în poeziile sale, după ce se culcase înainte pe șine, în intenția de a se sinucide. Ipoteza unui accident a părut foarte puțin verosimilă. Poetul a fost înmormântat temporar în localitate și a fost reînhumat în anul 1942 în cimitirul Kerepesi din Budapesta.

## Opera
Volume de versuri:
- (1922), A szépség koldusa (Cerșetorul frumuseții)
- (1925), Nem én kiáltok (Nu, nu strig eu)
- (1929), Nincsen apám se anyám (N-am nici tată, nici mamă)
- (1931), Döntsd a tőkét, ne siránkozz (Distruge capitalul, nu te plânge)
- (1932), Külvárosi éj (Noapte de mahala)
- (1934), Medvetánc (Dansul ursului)
- (1936), Nagyon fáj (Rău mă doare)

Volume postume:
- 1938 Scrieri și poezii alese
- 1940 Poezii și traduceri
- 1958 Opere
- 1967 Opere
- 1973 - Selecție de texte și poezii - introducere de Gömömri

Traduceri:
din poeziile lui François Villon, Emile Verhaeren, Serghei Esenin, Goethe, poeți români etc.

## Traduceri în limba română
- Poeme, traducere de Paul Drumaru, București: Kriterion, 1996 [9]
- Poezii, București: Editura pentru literatură, 1967 [10]
- Versuri, traducere de Veronica Porumbacu, București: Editura tineretului, 1955, [11]

## Creațiile sale pe Internet
- poeziile - on line -în maghiară și engleză

## Premii
- Premiul Baumgarten - 1938 - de cărui valoare nu a apucat să beneficieze

## In memoriam
- Premiul Kossuth (postum) - din partea guvernului R. P. Ungare - in anul 1948
- Ziua lui de naștere, 11 aprilie, a fost aleasă în Ungaria ca Zi a Poeziei
- Universitatea de științe din orașul Szeged s-a numit între anii 1962-1999 Universitatea József Attila
- În anul 2005 sub auspiciile Unesco s-a comemorat centenarul nașterii poetului
- Cercul József Attila este Asociația scriitorilor tineri din Ungaria, independentă din anul 1989. Ea cuprinde 300 membri și este asociația literară a doua ca mărime din Ungaria. [12]
- În memoria poetului au fost ridicate monumente în orașele principale din Ungaria, precum și în locuri legate de viața lui. Sculpturi ale sale au fost ridicate și în câteva orașe din Transilvania.

## Attila József în muzică
Compozitori care au compus lucrări pe versurile sale sau în amintirea sa:
- Edison Denisov (Rusia) - Lui Flora, 3 melodii pentru voce și pian
- Sándor Veress - Lieduri
- György Ligeti - Trei Regi din Betleem - coral a capella 1946

(The 3 Kings of Bethlehem)
- Giacomo Manzoni (Italia) - Oh, Europa! pentru soprană și orchestră - pe texte de Attila József - 2000
- Yonatan Keren (Israel) - Ba'merhak sham - Eretz Hagar - pentru clarinet, corn si trei instrumente de coarde după o poezie de Attila József 2009
- Endre Székely - cantata în memoria lui Attila József
- Endre Szervánszky - concerto în memoria lui Attila József
- Pál Kadosa:

De Amore Fatali - cantata pe versuri de Attila József
Hét dal József Attila verseire - Șase cântece pe versuri de József
Favágó pentru cor bărbătesc
- Emil Petrovics: cantata "A Dunánál" „La Dunăre”
- Ferenc Farkas - Cântece :

József Attila: Betlehemi királyok, Jut az ember 
Gyöngy dal 
Mikor az utcán átment a kedves dal
- György Kurtág:

 Fragments opus 20 pentru soprană solo a capella 1982
"Klárisok pentru cor mixt
György Ranky - Lieduri:
 Dúdoló
Emberiség 
Medvetánc
- István Sárközi:

ciclul de cântece  Sok gondom közt
 Aki szegény - 12 teme pe versuri de Attila József
vezi și:
articol în legatură cu József și muzica
Din muzica ușoară compusă pe versuri ale lui Attila József:
- Ágnes Vanilla cântă Attila József :"Talán eltűnök írtelen"
- Formația Kalaka cântă Attila József "Tudod, hogy nincs bocsánat"
- Formația lui Ferenc Sebõ cântă Gyongy a csillag